# 阿布拉瓦內爾音樂廳
莫里斯·阿布拉瓦內爾音樂廳（英語：Maurice Abravanel Hall）位於美國犹他州盐湖城，猶他交響樂團的主場館，建築屬鹽湖城藝術中心（Salt Lake County Center for the Arts）的一部分，廳內座席數至多可達2,811席。該廳位於南聖殿街（S. Temple Street）上，附近還有圣殿广场、鹽湖宮等市區地標。

## 名稱
音樂廳初時並未冠名，僅使用「音樂廳」（Symphony Hall）的名稱。1993年5月更名為現名，旨在紀念猶他樂團長期的指揮莫里斯·阿布拉瓦內爾。

## 歷史
由猶他樂團所成立的音樂廳設計和建造委員會，其成員包括樂團主指揮莫里斯·阿布拉瓦內爾、犹他大学教授歐伯特·C·坦納和新聞工作者約翰·W·加利文等人，設計團隊則由鮑伯·福勒（Bob Fowler）率領。建造期程達三年，總經費為12,000,000美元。
音樂廳於1979年9月開幕，14日與15日的開幕音樂會由斯坦尼斯瓦夫·斯克罗瓦切夫斯基指揮演出，演出巴托克《管弦樂協奏曲》、勃拉姆斯第4號交響曲等曲目。
1998年，音樂廳進行了一定規模的翻修，增加了輪椅座席、票房和接待室等設施。在2002年的奧林匹克藝術節（Olympics Arts Festival）中，於該廳舉行了幾項重要活動。

## 建築設計

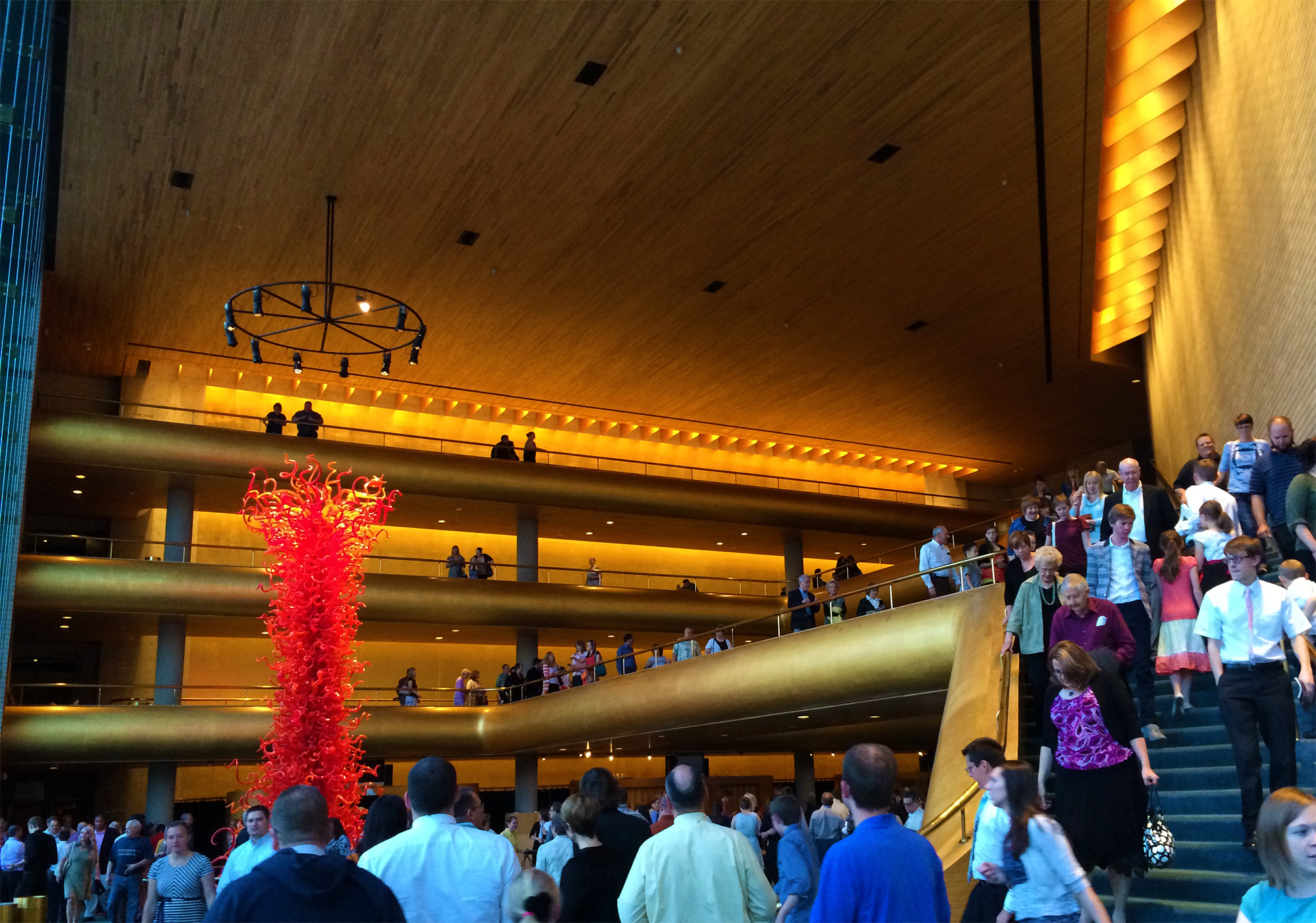
入口大廳

音樂廳為磚造混凝土建築，由FFKR Architects設計，聲學部分由西里爾·M·哈里斯博士（Dr. Cyril M. Harris）領銜。同許多著名場館，大廳內部採取矩形設計。

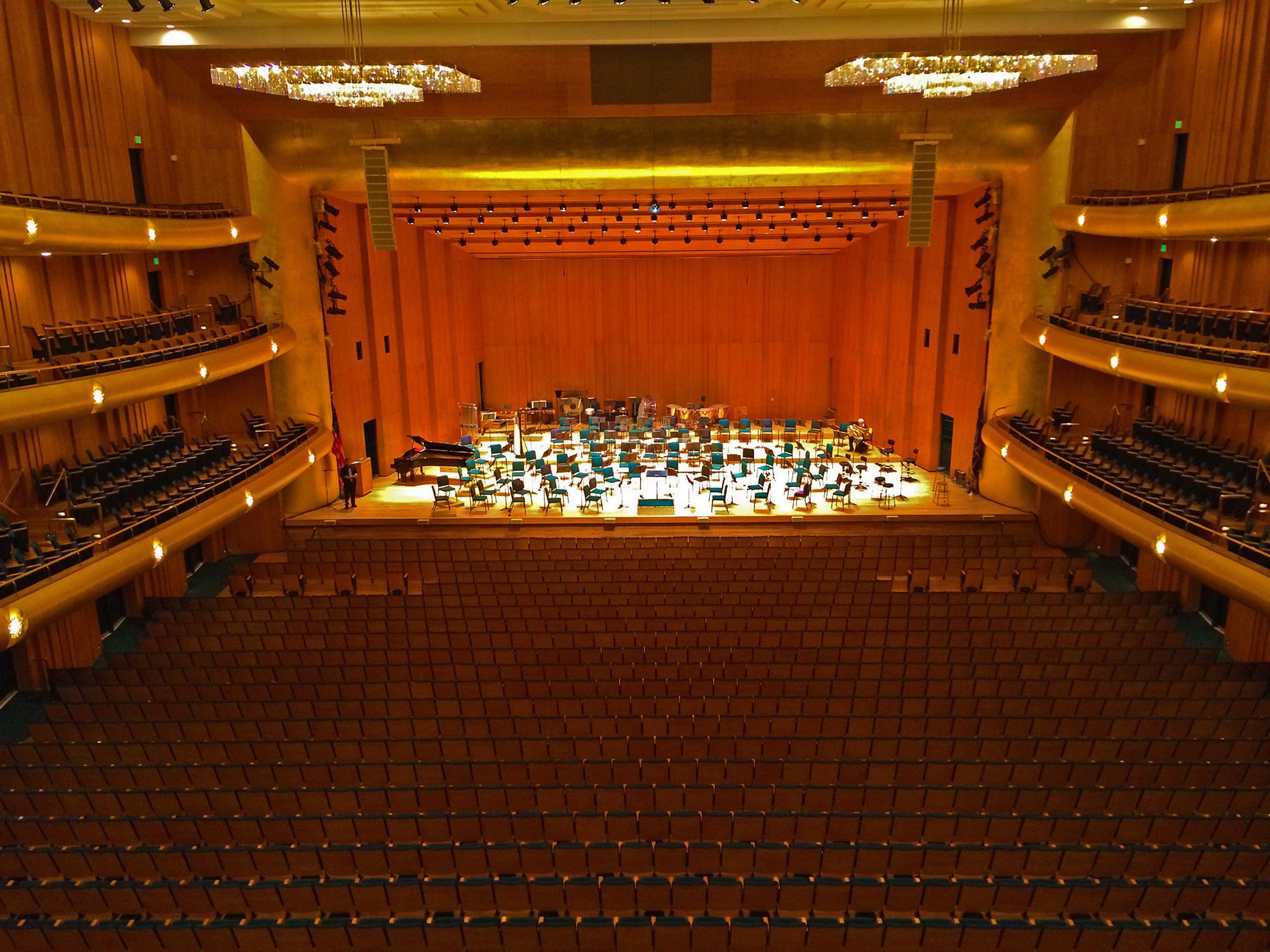
音樂廳內部，聽眾視角

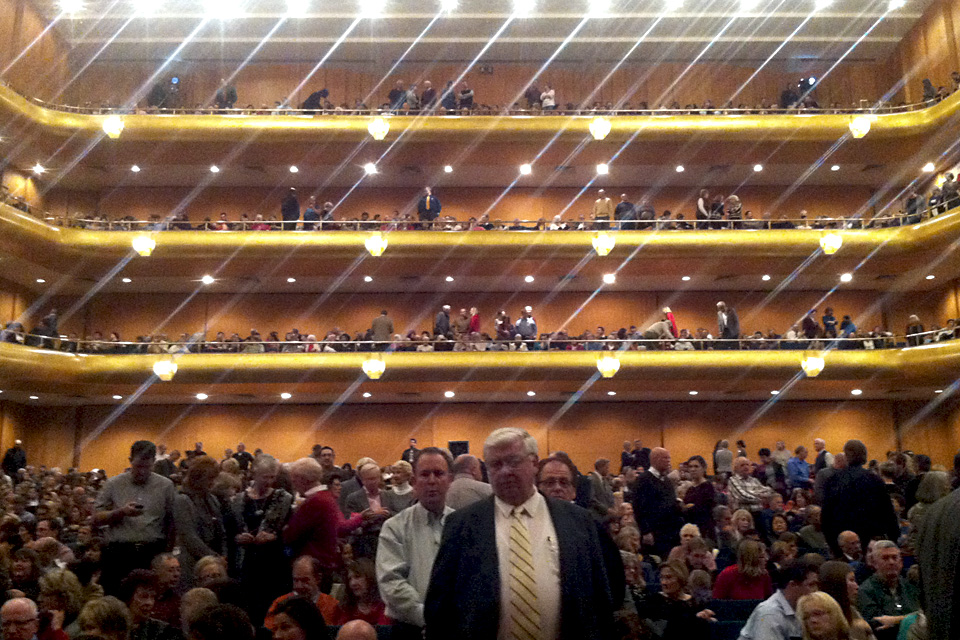
音樂廳內部，舞台視角

此廳乃專為音樂會演出所造，並不是一座多功能場館，也沒有镜框式舞台的設計。大提琴、低音提琴等聲部，在此演出時經常將尾針（endpin）直接置於舞台表面，即使這可能會造成表面的損傷，卻因為將樂器共振直接導入建築體，而可以得到更好的共鳴效果。這點在多功能場館是不建議的。音樂廳與客用大廳之間設有隔音走道，可有效阻絕外部環境音。在音樂廳內部，包括牆面和天花板皆是流線形，而非直角設計。
出於其傑出的聲學設計，此音樂廳被專家評為世界百大廳院之一。

## 其他特色
- 音樂廳內高懸六座水晶吊燈，每座大小皆為長-寬16呎（約4米9），各鑲有18,000只手工切割的波西米亞水晶。

## 外部連結
- 猶他交響樂團官方網站 （页面存档备份，存于）